# Baron Windlesham
Baron Windlesham, of Windlesham in the County of Surrey, ist ein erblicher britischer Adelstitel in der Peerage of the United Kingdom.

## Verleihung, nachgeordnete und weitere Titel
Der Titel wurde am 22. Februar 1937 für Sir George Hennessy, 1. Baronet geschaffen. Dieser war in der Zwischenkriegszeit Mitglied des House of Commons und hatte verschiedene Ämter in der Regierung und am Hof der Britischen Königsfamilie inne. Bereits am 24. Januar 1927 war ihm in der Baronetage of the United Kingdom der fortan nachgeordnete Titel eines Baronet, of Windlesham in the County of Surrey, verlihen worden.
Der 3. Baron war seit Mitte der 1970er Jahre als Politiker im House of Lords aktiv. Als der automatische Sitz der erblichen Peers 1999 abgeschafft wurde, wurde er als Baron Hennessy, of Windlesham in the County of Surrey, zum Life Peer ernannt.

## Liste der Barone Windlesham (1937)
- George Richard James Hennessy, 1. Baron Windlesham (1877–1953)
- James Bryan George Hennessy, 2. Baron Windlesham (1903–1962)
- David James George Hennessy, 3. Baron Windlesham (1932–2010)
- James Rupert Hennessy, 4. Baron Windlesham (* 1968)